# Emperial Vinyl Presentation
The Emperial Vinyl Presentation er et bokssæt fra det norske symfonisk black metal-band Emperor. Det indeholder fem billed-lp'er – de tre første studiealbum, det officielle livealbum, demoen og debut-mini-lp'en. Boksen indeholder også et hæfte med flere sjældne fotos af bandet som en tre dele lang biografi af bandet. Sættet blev kun fremstillet i 3000 eksemplarer.

## Indhold
1992 – Emperor / Wrath of the Tyrant
1. "I Am the Black Wizards" – 6:24
2. "Wrath of the Tyrant" – 4:15
3. "Night of the Graveless Souls" – 4:17
4. "Cosmic Keys to My Creations and Times" – 6:22
5. "Introduction" – 2:20
6. "Ancient Queen" – 3:17
7. "My Empire's Doom" – 4:34
8. "Forgotten Centuries" – 2:51
9. "Night of the Graveless Souls" – 2:56
10. "Moon over Kara-Shehr" – 4:25
11. "Witches Sabbath" – 5:41
12. "Lord of the Storms" – 2:10
13. "Wrath of the Tyrant" – 3:58

1994 – In the Nightside Eclipse
1. "Intro" – 0:51
2. "Into the Infinity of Thoughts" – 8:14
3. "The Burning Shadows of Silence" – 5:36
4. "Cosmic Keys to My Creations and Times" – 6:06
5. "Beyond the Great Vast Forest" – 6:01
6. "Towards the Pantheon" – 5:57
7. "The Majesty of the Night Sky" – 4:54
8. "I Am the Black Wizards" – 6:01
9. "Inno a Satana" – 4:48

1997 – Anthems to the Welkin at Dusk
1. "Alsvartr (The Oath)" – 4:18
2. "Ye Entrancemperium" – 5:14
3. "Thus Spake the Nightspirit" – 4:30
4. "Ensorcelled by Khaos" – 6:39
5. "The Loss and Curse of Reverence" – 6:09
6. "The Acclamation of Bonds" – 5:54
7. "With Strength I Burn" – 8:17
8. "The Wanderer" – 2:54

1999 – IX Equilibrium
1. "Curse You All Men!" – 4:41
2. "Decrystallizing Reason" – 6:23
3. "An Elegy of Icaros" – 6:39
4. "The Source of Icon E" – 3:43
5. "Sworn" – 4:30
6. "Nonus Aequilibrium" – 5:49
7. "The Warriors of Modern Death" – 5:00
8. "Of Blindness and Subsequent Seers" – 6:48
9. "Outro" (skjult spor) – 0:28

2000 – Emperial Live Ceremony
1. "Curse You All Men" – 5:43
2. "Thus Spake The Nightspirit" – 4:25
3. "I Am the Black Wizards" – 5:34
4. "An Elegy Of Icaros" – 6:11
5. "With Strength I Burn" – 7:48
6. "Sworn" – 4:31
7. "Night Of The Graveless Souls" – 3:10
8. "Inno A Satana" – 5:07
9. "Ye Entrancemperium" – 6:09